# エリザベス・ヘイドン
エリザベス・ヘイドン（Elizabeth Haydon, 1965年 - ）は、アメリカ合衆国のファンタジー作家。
ミシガン州生まれ。大学卒業後、教育図書の編集者となる。1999年、友人の勧めで執筆した『ラプソディ - 血脈の子』で作家としてデビュー。

## 著作リスト

### The Symphony of Ages

#### The Rhapsody Trilogy
1. 『ラプソディ - 血脈の子（上・下）』 Rhapsody: Child of Blood (1999)
2. 『プロフェシイ - 大地の子（上・下）』 Prophecy: Child of Earth (2000)
3. 『デスティニイ - 大空の子（上・下）』 Destiny: Child of the Sky (2001)

#### The Middle Books
1. Requiem for the Sun (2002、未訳)
2. Elegy for a Lost Star (2004、未訳)

#### The War of the Known World Trilogy
1. The Assassin King (2006、未訳)